# Julien Berger

a Compétitions nationales et continentales officielles uniquement.

b Matchs officiels uniquement.
Dernière mise à jour le 10 avril 2025.
Julien Berger, né le 10 janvier 1990, est un joueur belge de rugby à XV et de rugby à sept qui joue au poste de demi de mêlée.

## Biographie
Julien Berger porte les couleurs du Kituro Rugby Club (tout en intégrant le centre de formation de la LBFR) avant d’intégrer le centre du Stade rochelais en 2008. Il est le premier Belge à jouer pour une équipe professionnelle en France depuis Vincent Debaty[réf. nécessaire] qui n’est, lui, pas sélectionnable pour l’équipe nationale belge puisqu'il a porté les couleurs de la France en 2006 et en 2012 pour le Tournoi des Six Nations.

### En équipe nationale
- 60 sélections depuis 2010
- 45 points (9 essais)